# Anraku-ji (Präfektur Saitama)

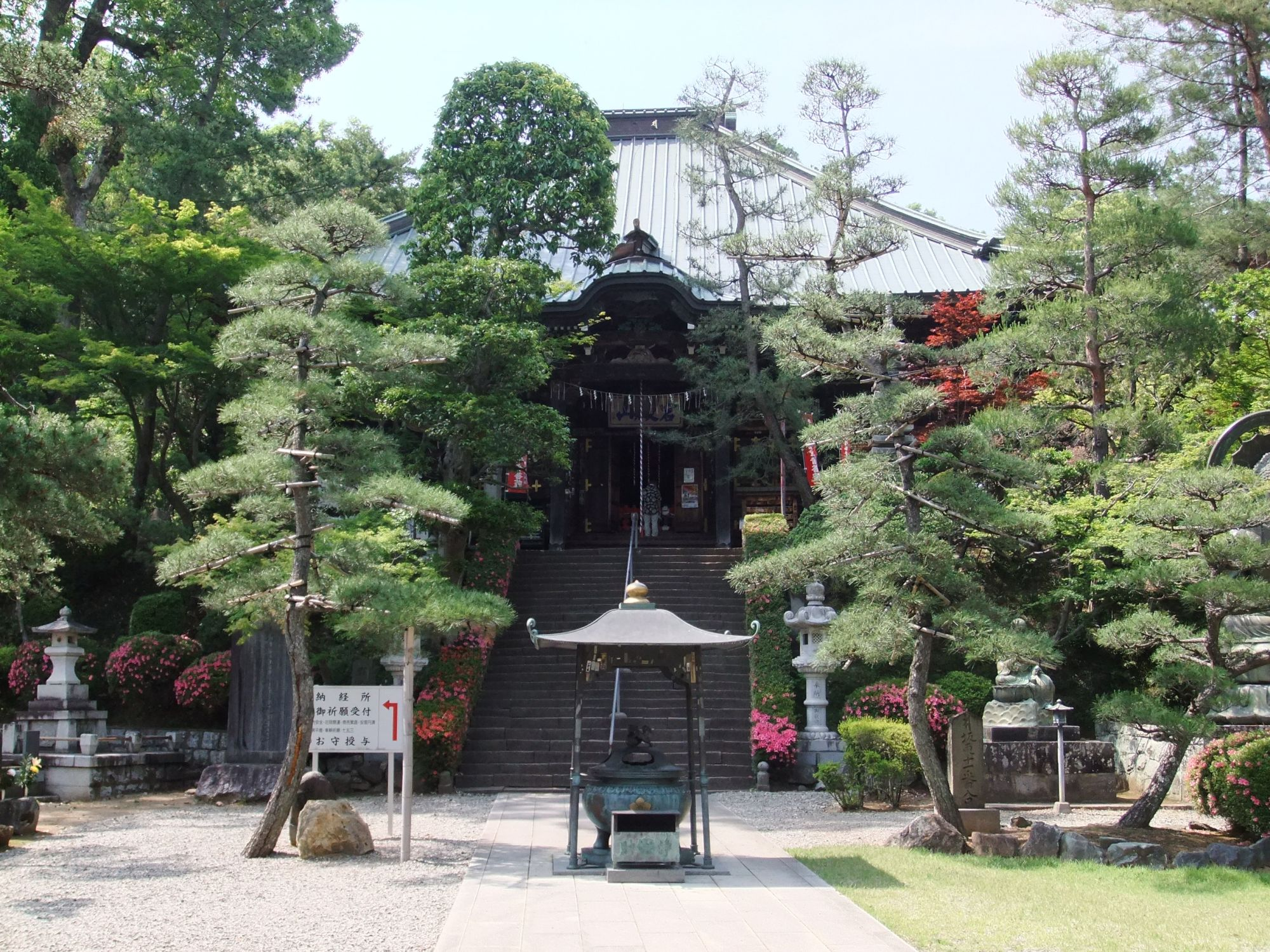
Haupthalle

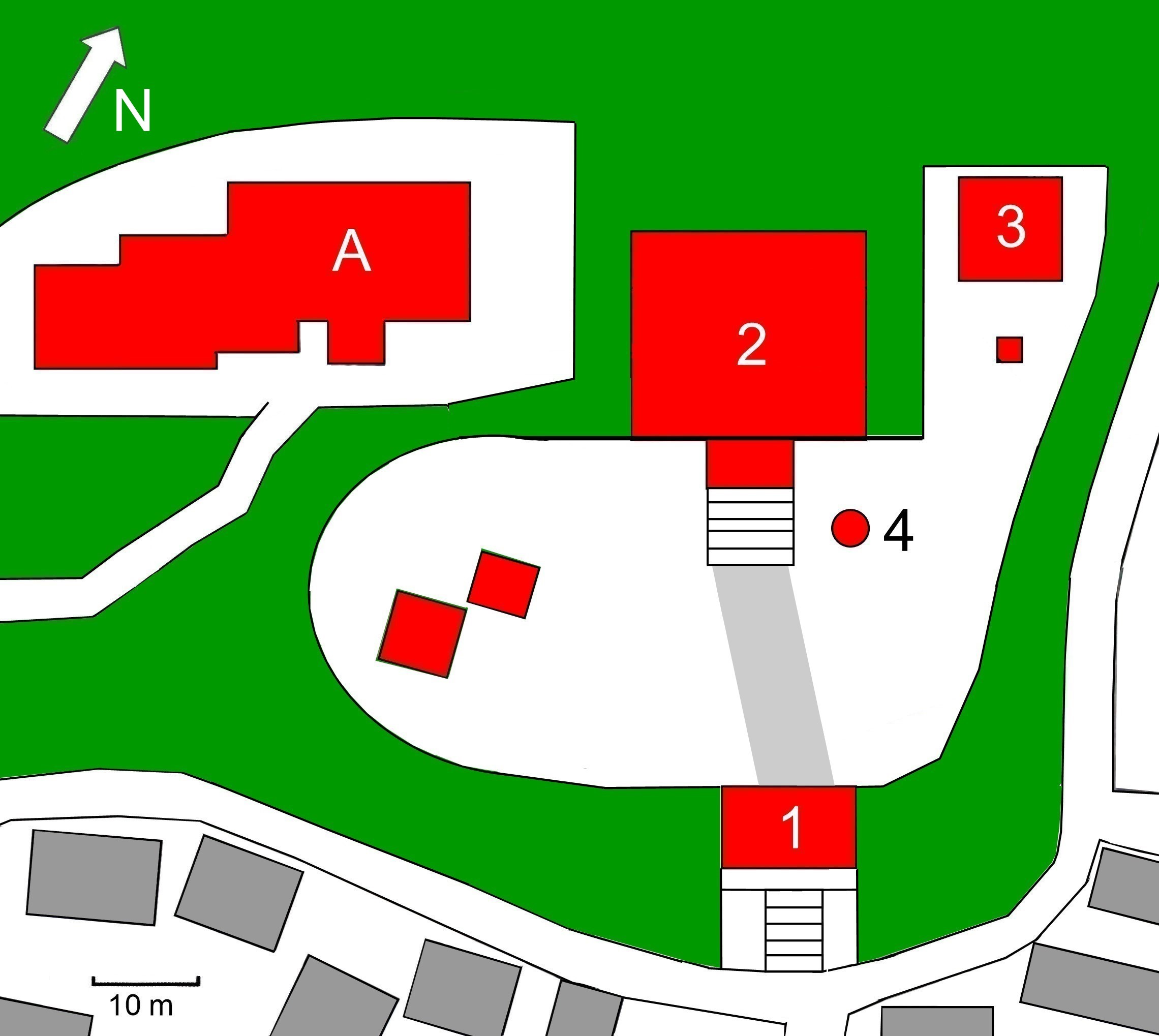
Plan des Tempels (s. Text)

Der Anraku-ji (japanisch 安楽寺), auch als Yoshimi Kannon (吉見観音) bekannt, mit dem Bergnamen Iwadono-san (巌殿山) und dem Untertempelnamen Kōmyō-in (光明院), ist ein Tempel, der zum Chisan-Zweig (智山派 Chisan-ha) der Shingon-Richtung des Buddhismus gehört. Der Tempel befindet sich unterhalb des Berges Iwadono (岩殿山 Iwadono-san) in Yoshimi (Präfektur Saitama), Japan. In der traditionellen Zählung ist er der 11. der 33 Tempel der Kantō-Region.

## Geschichte
Der Überlieferung nach wurde der Tempel im 1. Jahr Daidō (806) gegründet. Im 12. Jahrhundert kam ein Sohn des Minamoto no Yoshitomo (源 義朝; 1123–1160), der nach der verlorenen Heiji-Rebellion flüchten musste und in der Provinz Owari hinterrücks getötet worden war, nämlich Yorinori (源 範頼; 1150–1193), als Kinderpriester (稚児僧 Chigo-zō) an diesen Tempel. Später stiftete er dem Tempel u. a. weiteres Gelände, eine dreistöckige Pagode und eine Versammlungshalle.
Während der Tembun-Ära (1532–1555) brannte der Tempel während der Kämpfe um die nahe Burg Matsuyama nieder. Während der Kanei-Ära (1624–1644) gelang es Priester Kōkei (杲慶, Kōkyō (杲鏡), auch Shūkei (秀慶)) mit großer Mühe, den Tempel wieder aufzubauen.

## Anlage
Man steigt von der Straße Stufen hinauf zum Tempeltor (山門, Sammon; 1 im Plan), das hier als Niō-Tor (仁王門 Niō-mon), also als Tor mit den beiden Tempelwächtern (Niō) rechts und links vom Durchgang ausgeführt ist. Die Figuren der Tempelwächter stammen wohl aus dem Jahr 1702. Das Tor war ursprünglich mit Dachziegeln (瓦葺 Kawara-buki) gedeckt, heute mit Kupferblech (銅板葺 Dōban-buki). Die Haupthalle (本堂 Hondō; 2) voraus ist über eine Treppe zu erreichen. Sie stammt aus dem Jahr 1661, ist 5 Ken breit. In der Taishō-Zeit wurden die Holzschindel (杮葺 Kokera-buki) durch Kupferblech ersetzt. Rechts vor der Haupthalle sieht man einen Amida-Buddha (Amida Nyorai); 4), eine überlebensgroße Bronzefigur, auf einer Lotusblüte sitzend. Rechts hinter der Haupthalle ragt eine „dreistöckige Pagode“ (三重塔 Sanjū-no-tō; 3) empor. Sie ist 24,3 m hoch und stammt aus der Kanei-Ära. Damit ist sie das älteste Gebäude der Anlage. 
Die Haupthalle, die dreistöckige Pagode und das Tempeltor sind als Kulturgut der Präfektur registriert.
Im Westen befindet sich das Abt- und Mönchsquartier (A).

## Bilder

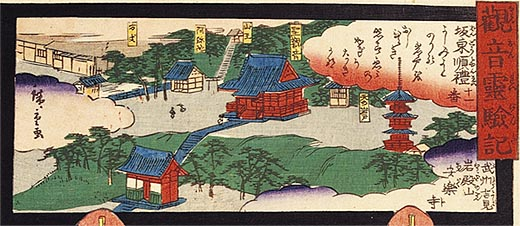
Holzschnitt, 19. Jahrhundert
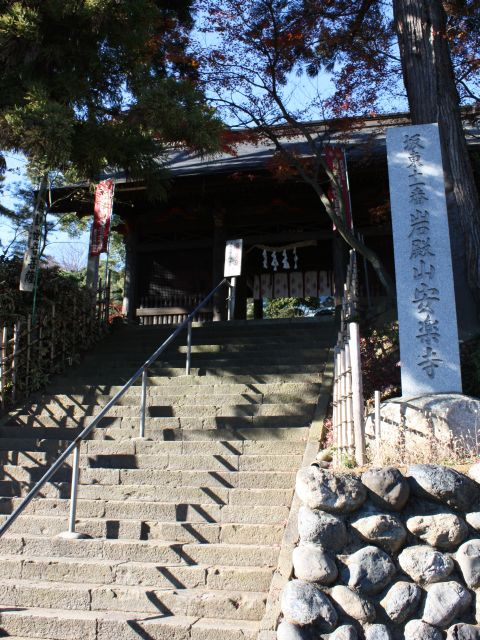
Niō-Tor
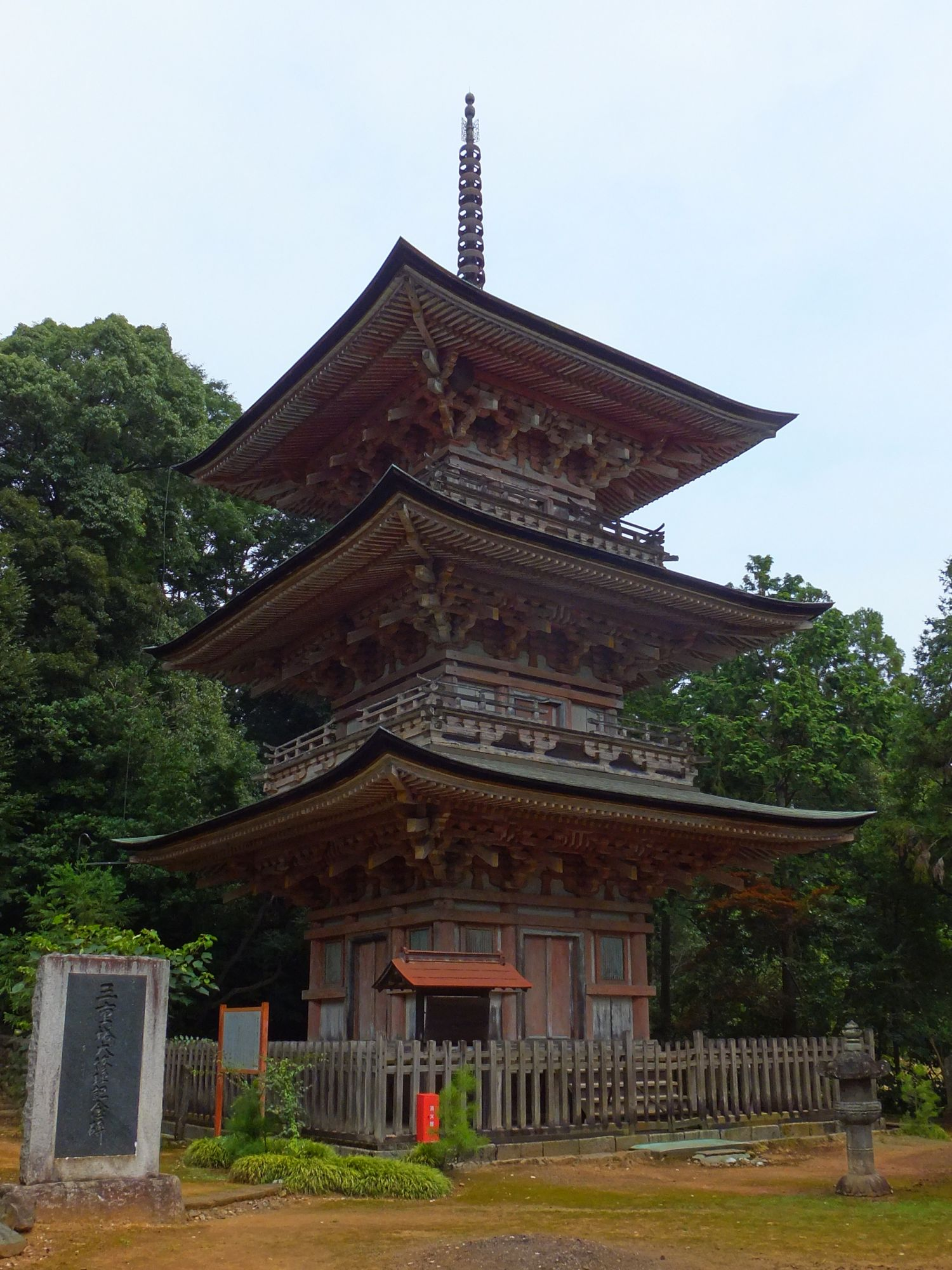
Pagode
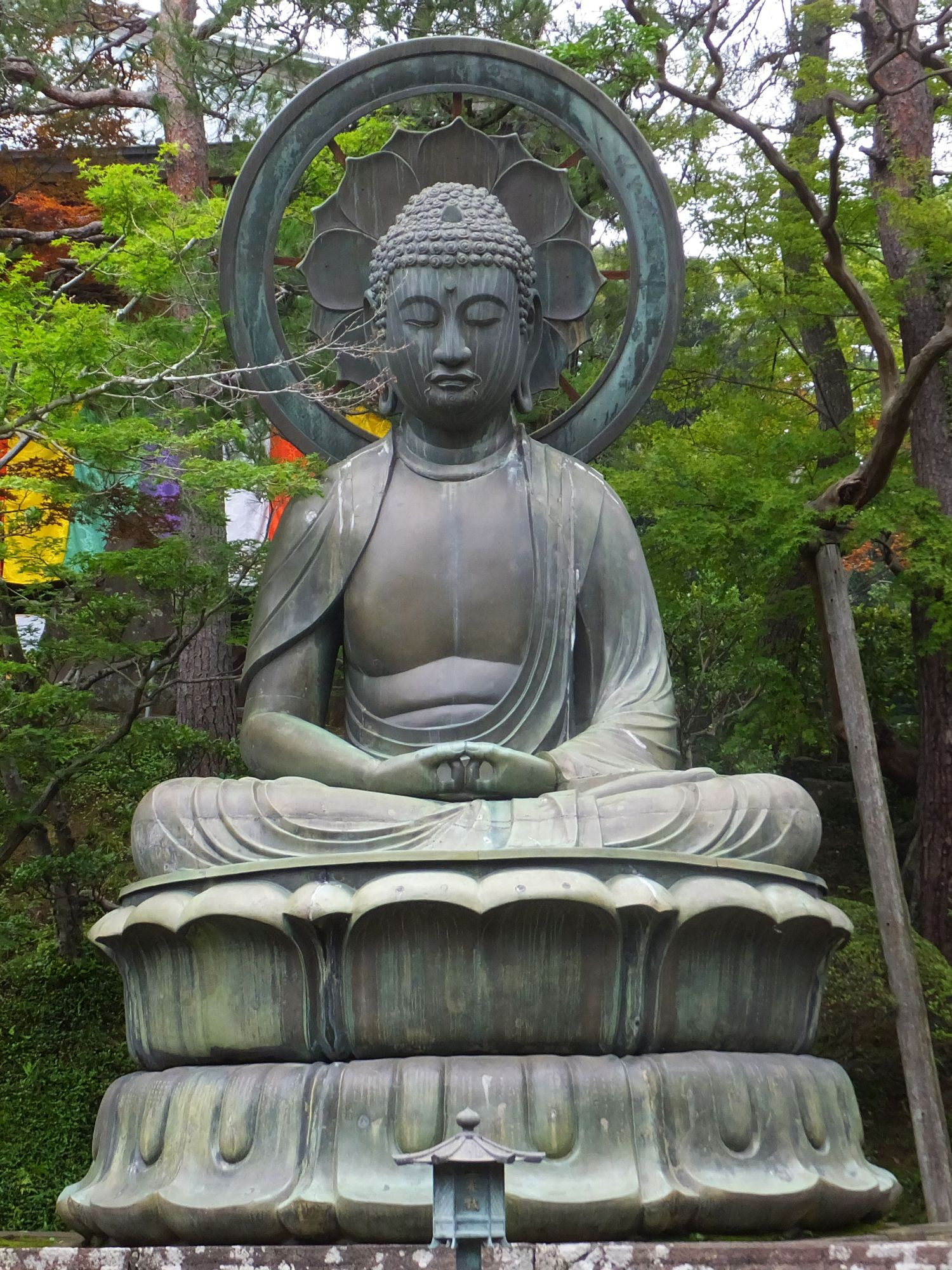
Sitzender Amida